# فرخ یسار
فرخ یسار شروانشاه (۱۴۴۱-۱۵۰۰ میلادی) یکی از حاکمان حکومت شروان‌شاهان بود. او پسر خلیل‌الله (اول) شیروانشاه بود اما از زندگی او اطلاعات زیادی در دسترس نیست. او حاکم (قفقاز) و بخشی از جمهوری آذربایجان بود. او دشمن اصلی شیخ حیدر (صفویه) و پسرش شاه اسماعیل یکم بود که شیخ حیدر (صفویه) را با کمک یعقوب اق قیونلو کشت.

## جنگ باصفویان

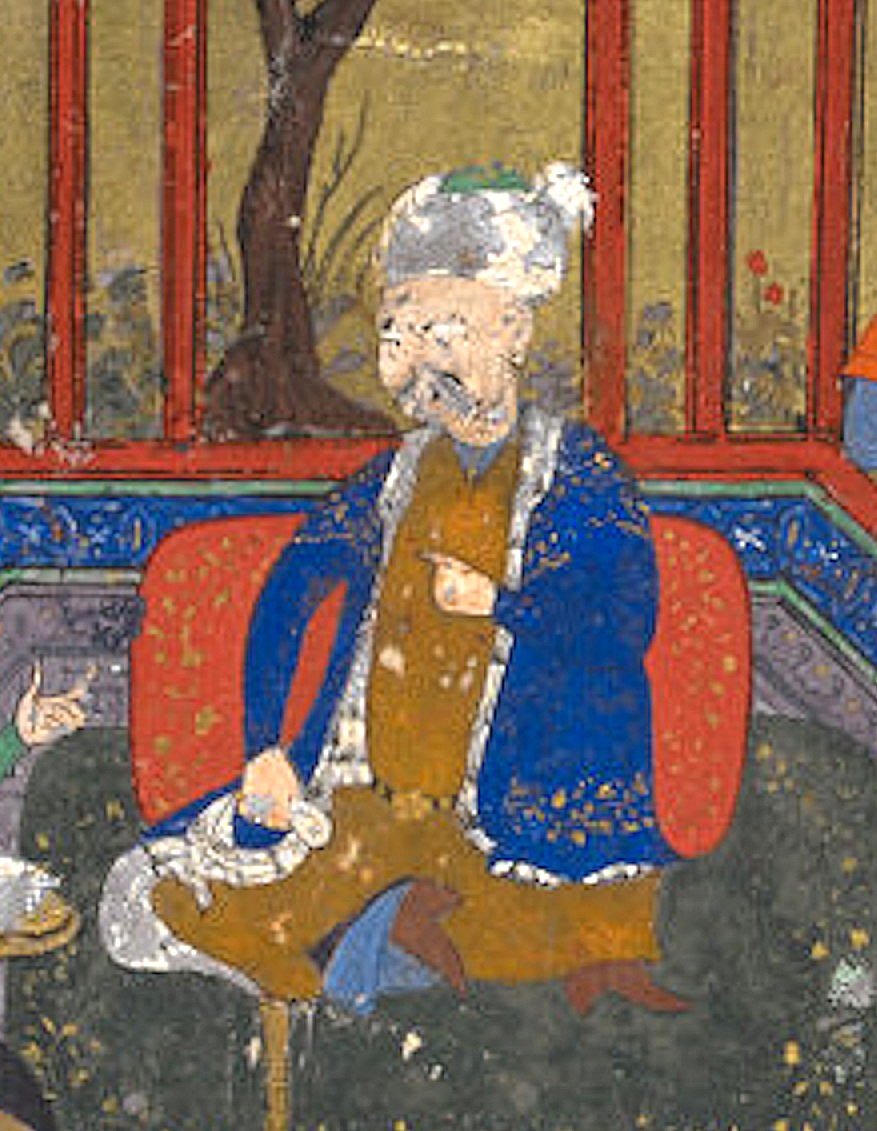
تصویر روی جلد گلچینی از اشعار سروده شده در شماخی (شیروان) در سال ۸۷۳ (۱۴۶۸)، (کتابخانه بریتانیا، شماره ۱۶۵۶۱، صفحات ۱v-۲r)

از فرخ یسار به عنوان دشمن اصلی شیخ حیدر یاد می‌شود. او با خاندان صفویان دشمنی زیادی داشت و مانند دیگر شروان‌شاهان از آنان متنفر بود. او با کمک آق‌قویونلو‌ها به جنگ با شیخ حیدر پرداخت. شیخ حیدر در آن جنگ شکست سنگینی خورد و عقب‌نشینی کرد. شیخ حیدر در حال بازگشت به اردبیل بود که توسط لشکر فرخ یسار محاصره شد و در جریان همین اتفاق شیخ حیدر کشته شد. به دستور فرخ یسار سر از تن شیخ حیدر جدا کردند و سر بریده او را از دروازه شهر اردبیل آویزان کردند. فرخ یسار خانواده شیخ حیدر را به قلعه استخر استان فارس تبعید کرد و آنان سال‌های زیادی را در آنجا گذراندند.

## جنگ باشاه اسماعیل یکمو مرگ فرخ یسار
فرخ یسار از مخالفان سر سخت شاه اسماعیل صفوی بود. پس از آنکه شاه اسماعیل حکومت صفوی را تأسیس کرد برای گرفتن انتقام پدرش و برای تصرف قفقاز مجبور بود تا با فرخ یسار وارد جنگ شود. او به فرخ یسار پیشنهاد کرد تا تسلیم شود اما فرخ یسار قبول نکرد. 
شاه اسماعیل با لشکر عظیمی از قزلباش‌ها به سمت قفقاز حرکت کرد. جنگ سهمگینی میان لشکر فرخ یسار و شاه اسماعیل یکم درگرفت. وقتی فرخ یسار دید که در حال شکست خوردن است با سپاه باقی‌مانده اش به سمت دماوند عقب‌نشینی کرد. شاه اسماعیل او را تعقیب کرد و در محلی به نام جابانی نبرد دیگری بین دو سپاه رخ داد. در جریان این جنگ فرخ یسار کشته شد و پسرش بهرام بیگ به جای او به حکومت قفقاز و شروانشاهیان رسید. 
پس از کشته شدن بهرام بیگ به دست پسر دیگر فرخ یسار (غازی بیگ) او به جای برادرش به حکومت رسید.

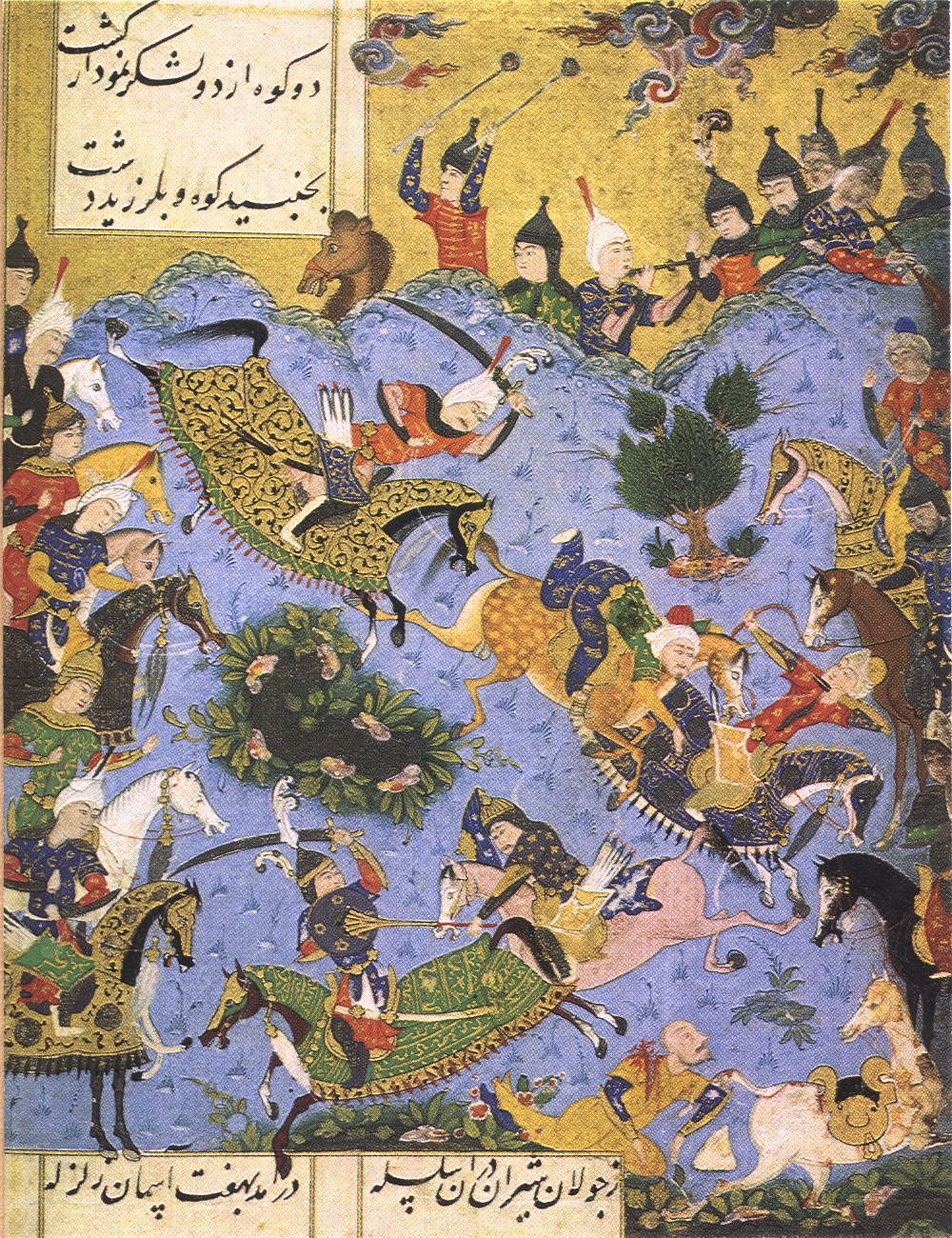
جنگ فرخ یسار با شاه اسماعیل یکم